# Kanton Arras-1
Kanton Arras-1 (Nederlands: kanton Atrecht-1) is een kanton van het Franse departement Pas-de-Calais. Het kanton maakt deel uit van het arrondissement Arras. Het kanton is in 2015 ontstaan uit negen gemeenten van kanton Dainville en een gemeente uit de kantons Arras-Sud, Beaumetz-lès-Loges en Vimy.

## Gemeenten
Het kanton Arras-1 omvat de volgende gemeenten:
- Acq
- Anzin-Saint-Aubin
- Arras (gedeeltelijk)
- Beaumetz-lès-Loges
- Dainville
- Écurie
- Étrun
- Marœuil
- Mont-Saint-Éloi
- Neuville-Saint-Vaast
- Roclincourt
- Sainte-Catherine
- Wailly